# سیمون پوتاپ
سیمون پوتاپ (انگلیسی: Simone Potop؛ زادهٔ ۱۵ ژانویهٔ ۲۰۰۰) بازیکن فوتبال اهل ایتالیا است.